# Battaglia di Tabocas
La battaglia di Tabocas fu uno scontro militare tra la Repubblica delle Sette Province Unite e l'impero portoghese.
La battaglia si svolse presso il monte das Tabocas, nella capitaneria ereditaria del Pernambuco (attuale Brasile nordorientale), il 3 agosto 1645. Lo scontro venne vinto dalle forze portoghesi. La battaglia fu la prima vittoria dei portoghesi dopo diverso tempo e accelerò la ritirata degli olandesi dal Brasile nordorientale.